# Darryl (Rapper)
Darryl van Gonter (* 31. Oktober 1987 in Amsterdam) ist ein niederländischer Rapper. Er ist beim niederländischen Hip-Hop-Label SPEC ent. unter Vertrag.

## Biographie

### 2003–2004
Darryl hatte mit 16 Jahren begonnen zu rappen. Bekannt wurde er durch die zwei Mixtape-CDs Straatremixes 2 und Straatremixes 3, wo jeweils ein Song von ihm zu hören war.

### 2005–2006 (Good Life)
2005 brachte er unter dem Label Good Life seinen ersten Hit „Wat wil je doen?“ heraus. Dieser Song war eine Antwort auf die Version von The Partysquad. Ebenfalls 2005 war er das Vorprogramm vom US-amerikanischen Rapper 50 Cent. 2006 brachte er die Singles „Rellen en Rennen“ und „Dat is die Shit“ mit The Partysquad, Nino, Negativ und Gio heraus.
Im Herbst 2006 wurde Darryl für den TMF Award in der Kategorie „Best Video“ für den Song „Rellen en Rennen“ nominiert. Ende des Jahres gingen Darry und das Label „Good Life“ getrennte Wege.

### 2007-Heute (SPEC ent.)
2007 unterschrieb Darryl beim Label SPEC ent. des niederländischen Rapper Ali B. In diesem Jahr reise er für einen Dokumentarfilm nach Palästina und nach Israel. Der Film ist über die Lebensbedingungen der Kinder die dort leben. Darryl hatte dort eine Rolle in einem Flüchtlingslager in Betlehem und in dem palästinensischen Ort Sakhanin.
Noch in diesem Jahr brachte er den Song „Groupie Love“ mit Ali B, Yes-R und Gio heraus. Dieser Song kam in den niederländischen Charts auf Platz 3. Im Sommer 2008 brachte er seinen bisher größten Hit „Eeyeeyo“ zusammen mit Ali B, Soumia und dem Fußballer Ryan Babel (auch Rio) heraus. Dieser Song kam ebenfalls auf Platz 3 der niederländischen Top 100. Noch im selben Jahr brachte er die Single „Whoop Whoop“ mit Dicecream, The Partysquad, Sjaak und Reverse heraus. Dieser Song kam auf Platz 29. Im Februar 2009 brachte er seine nächste Single „Darryl Express“ heraus. Diese blieb die einzige in diesem Jahr. Im Januar 2010 brachte er die Single „Gangsterboys“ zusammen mit Yes-R, Sjaak und Soesi B heraus. Dieser Song kam auf Platz 16 der niederländischen Charts. Auch diese Single blieb die Einzige in diesem Jahr. 2011 brachte er den Song  'T Maakt Niet Uit mit dem niederländischen Sänger RnB-Sänger Jayh heraus. Er kam in den Niederlanden auf Platz 29. Dieser Song ist auch auf dem Debüt-Album „Dichtbij“ zu hören. Auf diesem Album sind 16 Titel enthalten. Auch auf dem Album zu hören sind die Künstler Brace, Sigourney, Brownie Dutch, Jayh und Lucky & RassMotivated. Ebenfalls 2011 machte er in der ersten Staffel der TV-Serie Fort Boyart mit.

## Diskografie

### Alben
- 2011: Dichtbij (mit Brace, Sigourney, Brownie Dutch, Jayh und Lucky & RassMotivated)

### Singles
- 2005: Wat wil je doen (The Partysquad feat. Willie Wartaal, Spacekees, Darryl, Heist-Rockah, The Opposites & Art Officials)
- 2006: Rellen en rennen
- 2006: Dat is die shit (The Partysquad feat. Darryl, Nino, Negativ & Gio)
- 2007: Groupie Love (Ali B, Yes-R & Gio & Darryl)
- 2008: Eeyeeyo (feat. Ali B, Soumia & Rio)
- 2008: Whoop Whoop (Dicecream feat. The Partysquad, Reverse, Darryl & Sjaak)
- 2009: Darryl Express
- 2010: Gangsterboys (Yes-R & Darryl & Sjaak & Soesi B)
- 2011: ’T maakt niet uit (mit Jayh)